# Böllerberg
Der Böllerberg ist ein 850 m hoher Berg an der Oates-Küste des ostantarktischen Viktorialands. In den Bowers Mountains ragt er südöstlich des Mount Belolikov und rund 13 km westnordwestlich des Mount Bruce an der Westflanke des Gannutz-Gletschers auf.
Wissenschaftler der deutschen Expedition GANOVEX III (1982–1983) nahmen seine Benennung vor. Hintergrund ist offenbar, dass brechendes Eis am Silvestertag 1982 hier ein Geräusch verursachte, das an explodierende Böller erinnerte.